# Sporup
Sporup er en spredt bebyggelse i Østjylland, beliggende 2 km vest for byen Farre. Sporup hører til Favrskov Kommune og ligger i Region Midtjylland.
Sporup ligger i Sporup Sogn, og den mest samlede bebyggelse ligger ved Sporup Kirke.

## Historie

### Jernbanen
Sporup havde 1902-56 station på Aarhus-Hammel-Thorsø Jernbane. Der skulle være en station i Røgen-Sporup sognekommune, og som et kompromis blev den lagt i et fuldstændig øde område med 1½ km til Farre, 1 km til Røgen og 1 km til Sporup Kirke. Omkring stationen blev der i banens levetid kun bygget afholdshotellet "Skansen" og 2-3 huse. I starten havde stationen en del godstrafik, men den faldt til det halve i 1908, da første etape af Diagonalbanen blev åbnet med station i Gjern 5 km mod vest. Stationens dalende status ses bedst af bemandingen: stationsforstander fra starten, stationsmester fra 1908 og ekspeditrice fra 1933.
Som tidligere stationsby har Sporup stadig eget postnummer: 8472 Sporup.

## Ansø of Denmark
I Sporups gamle mejeri findes firmaet Ansø of Denmark, der blev grundlagt i 2001 af den industrielle designer Jens Ansø. Han fremstiller i et futuristisk design foldeknive og køkkenknive af kostbare materialer som carbon og titanium. Aftagerne er ofte samlere, især i USA, som må give op til DKK 70.000 for den dyreste foldekniv.